# Helsinge gymnasium
Helsinge gymnasium är ett svenskspråkigt kommunalt gymnasium i stadsdelen Helsinge kyrkoby i Vanda. Det är det enda svenskspråkiga gymnasiet i staden och det minsta i Helsingforsregionen. Gymnasiet har cirka 150 elever och 20 lärare. I samma byggnad finns Helsinge skola.  
Våren 2013 dimiterades 37 studenter och våren 2015 dimiterades 43 studenter från gymnasiet. 

## Historik[1]
- 1963 inledde de första eleverna sin skolgång i Prostgårdens sal för att några veckor senare flyttas till kaplansgården i Nilsas
- 1967 stod det nya skolhuset färdigt
- 1968 dimitterades de första eleverna och skolan fick även gymnasierättigheter
- 1971 dimitterades de första studenterna
- 1975 byggdes skolhuset ut med bland annat en tandläkarmottagning och biologisal
- 1981 infördes det kursbaserade gymnasiet i Helsinge
- 2009 blev den tillbyggnad som idag utgör gymnasiet färdig